# Yanguas
Yanguas è un comune spagnolo di 92 abitanti situato nella comunità autonoma di Castiglia e León.

## Località
Il comune comprende le seguenti località:
- La Mata
- La Vega
- Leria
- Vellosillo
- Yanguas (capoluogo)